# Lugar das Pedrinhas
Pedrinhas é um lugar à beira-mar situado entre Ofir e Apúlia, no Município de Esposende e Distrito de Braga, com uma paisagem natural marítima atlântica e temperatura característica do litoral norte de Portugal. O seu nome até ao fim do século XIX era Gramadoiro, só no século XX é que se começou a chamar Lugar-das-Pedrinhas.
É o lugar onde se encontram as casas-barco mais antigas do mundo ocidental. Ainda hoje podemos ver as casas que ainda apresentam a cobertura com quilha em V do casco do barco oriundo da sua origem - Barco de Pedra (Barco Funerário).
Lugar-das-Pedrinhas candidatou-se em Setembro de 2010 a Património, proposto por mais de quarenta arquitetos, professores e doutores (processo DRP/CLS - 2445 da Direção Regional de Cultura do Norte (Ministério da Cultura)). O despacho do diretor do IGESPAR em março de 2011 afirma "Lugar das Pedrinhas tem um inequívoco interesse como memória de um povo e das suas atividades ancestrais, acrescido de um património móvel e imaterial ..."

## Descrição
Dizem que quando se deu a invasão romana da Península Ibérica e as legiões romanas  chegaram aqui e as construções ovais de origem Celta ou pré-Celta fizeram-lhes lembrar as construções da Apuglia em Itália (antiga Apúlia em Itália), fizeram uma analogia com os trulli e batizaram a povoação ao lado com o nome de Apúlia. O etnólogo Jorge Dias chega a afirmar que estas construções são reminiscência de uma prática arquitetónica muito antiga, podendo mesmo recuar-se até à Idade do bronze atlântica, é "uma tendência ancestral inconsciente".
A Legião Romana romanizou o lugar erguendo construções retangulares, retiraram o colmo e/ou palha e introduziram a telha cerâmica. Tropas auxiliares romanas deram continuidade ao entreposto do  salário argento, "pagamento em sal" – forma primária de pagamento oferecida aos soldados do Império Romano. Tendo ficado uma reminiscência do equipamento típico dos soldados de infantaria romana do século I e II com o traje típico do sargaceiro.
Orla marítima que a região ocidental da Península Ibérica, antes chamada estrímnios, se chamava agora Ofiússa, e que o seu nome lhe vinha de uma grande invasão de serpentes que fizeram fugir os antigos habitantes da terra. Os seus actuais donos chamavam-se Sefes e Cempsos, e que também fugiram para as colinas e para os campos de Ofiússa no século IV com a chegada dos draganos, os víquingues.
O livro de Mumadona Dias, fala-nos dos século IX e X, onde é exposta a preocupação de D. Mumadona para com os normandos que pirateavam as praias e as povoações ribeirinhas dos rios. Nesse livro está anexado o documento LIV - Cártula de Fão junto ao mar. Ano 959.
No século X, barcos normandos vinham às costas ocidentais da Península Ibérica, tendo sido estabelecida uma companhia nas construções ovais, grubehus, do tipo víquingue, que lhes eram familiares e das rectangulares resultado do acampamento militar  Romano. No Lugar-das-Pedrinhas existiu uma grande companhia, que deram o nome ao lugar de Grama d'oiro. Gramadoiro ou Gramadouro é o recinto próprio para a execução da operação da gramagem. Aqui era pesado o ouro das minas e levado em barcos para os navios. 

Existem registos dos normandos (nome dado aos víquingues pelos franceses e italianos na Idade Média) do século XI, do estabelecimento de relações amigáveis com a população local, e terão sido eles a transmitir os conhecimentos da navegação atlântica, de onde séculos mais tarde os pescadores portugueses iriam utilizar, até para irem ter aos países nórdicos para a pesca do bacalhau. Os normandos quando atracavam no Gramadoiro para se abastecerem e comercializarem era como já se sentissem no Condado da Apúlia. A continua passagem de barcos normandos no século XII pelo Lugar-das-Pedrinhas na rota marítima que ligava a Normandia e a Sicília, Apúlia e Calábria tinham paragem obrigatória não só para abastecimento de água potável (na lagoa da Apúlia) mas também de alimentos frescos. Neste mesmo século Berengária, filha de D. Sancho I casa com Valdemar II da Dinamarca, o que inicia uma ligação grande entre os dois reinos, que dada o seu distanciamento físico, se devia aos fortes laços comerciais existentes. Sendo o Lugar-das-Pedrinhas um desses lugares de comércio.
No século XIII desenvolveu-se a Liga Hanseática com o fim da Idade Média e o começo da Idade Moderna (entre os séculos XIII e XVII). Iniciou-se a era da talassocracia onde tem o comércio com base essencialmente económico, neste período o Lugar-das-Pedrinhas passou para a sombra, visto agora as transações se realizarem entre as cidades portuárias, onde havia os mercados para transacionar. No entanto neste século já se adubavam as terras, e já se desenrolava uma importante faina que interessava à lavoura, e que tinha lugar no mar. Com o colher do pilado, do patelo, da patela e do mexoalho ainda escasso, houve o milagre de transformar areal estéril em terreno fértil. Durante toda a Idade Média este lugar manteve o nome de Gramadoiro, pois era onde se realiza a pesagem e pagamento da extração do mar ao Convento de Tibães que era o dono deste novo couto.
Em 1409 os terrenos do Lugar-das-Pedrinhas foram doados pelo Rei D. João I a seu filho natural D. Afonso, Conde de Barcelos e mais tarde 1.º Duque de Bragança.
No século XVI inicia-se a decadência da agricultura e o abandono dos terrenos em prol das navegações para o Oriente.
No século XVIII, Gramadoiro começa a chamar-se Gramadeira  ou Frade, assume-se também como povoação piscatória, a partir das construções existentes, dá-se o aparecimento de pescadores e cabaneiros que ai permaneciam e retiravam o seu sustento e tudo que o mar lhes podia dar. Deu-se um aperfeiçoar de uma tarefa que estava esquecida, a apanha do sargaço (algas), que era muito rentável. A rentabilidade era tão grande que a Igreja Católica teve de impor proibições e restrições. O melhoramento das atividades agro-marítimas conseguiu aumentar as explorações agrícolas, principalmente os de Fonte-Boa que eram pescadores no verão e agricultores durante o inverno. Neste século a Casa de Bragança é dona de S. Miguel do Couto de Apúlia.
Em 1877 o Rei, pela Casa de Bragança mandou fazer uma escritura d´Aforamento aos "Cem homens bons", para que ali nas suas construções pudessem usufruir das suas cabanas, com a função de poderem pescar o pilado muito abundante e para apanharem o moliço, sargaço (algas), com o fim de estrumarem as suas terras, masseiras e terem uma boa colheita.

## Arquitetura Vernácula
Ergueram-se duas tipologias de construções  em pedra com caráter permanente, cujas funções eram de repouso e abrigo de jangadas (jangada de Fonte-Boa - parece um carro de madeira com 4 rodas, tendo interiormente o fundo de cortiça, e nas bordas duas toleteiras para os remos), bateiras e barcos. Serem arrecadação de utensílios de mar e agrícolas (galhapão, graveta, arrastão, carrela, gancha, foicinhão, carrêlo).
* Construções ovais
| Forma       | Oval                                                            |
| Material    | Pedra de xisto e granito, madeira e barro (telha canudo)        |
| Cobertura   | Constituída por 3 águas                                         |
| Entrada     | Poente, virada para o mar, constituída por duas folhas de abrir |
| Implantação | Isoladas                                                        |
| Origem      | Pré-Celta (tribo da Ofiússa)                                    |

* Construções retangulares
| Forma       | Retangular                                                      |
| Material    | Pedra de xisto e granito, madeira e barro (telha canudo)        |
| Cobertura   | Constituída por 2 águas                                         |
| Entrada     | Poente, virada para o mar, constituída por duas folhas de abrir |
| Implantação | Em banda                                                        |
| Origem      | Romana                                                          |

## Localização e funcionamento das cabanas
Construíram-as pedra por pedra da região de Fonte Boa (Esposende) à beira-mar, em cima da areia, a primeira do lado Sul de uma duna de areia. As outras utilizaram o mesmo sistema, a construção anterior é a protetora da seguinte, o que resultou um alinhamento das construções ao longo da costa marítima, paralelas ao mar e a possibilidade direta no acesso imediato de cada um ao mar.
Com este estratagema, os antigos conseguiram, nos meses mais quentes, a criação de um espaço exterior com sombra e protegido da Nortada. A construção oval, oriunda da sua embarcação, situada a Sul, proporciona sombra e a construção situada a Norte, a proteção das nortadas muito frequentes nas épocas anteriores às marés-altas "mareada", entre os equinócios. Desta forma as pessoas podem estar nos intervalos exteriores protegidos dos males e com vista para o mar.

## Atividade sazonal
As atividades agromarítimas só eram realizadas numa determinada época do ano, altura ideal e propicia para os trabalhos destinados. Toda a área envolvente era limpa anualmente, para que o sargaço pudesse ser espalhado e secar durante três dias, permitindo levar uma maior quantidade no carro de bois para estrumar as terras.

## Evolução
Ao longo dos anos a atividade do pilado foi-se extinguindo e a apanha do sargaço (argaço como lhe chamam) aumentou, chegando ao ponto dos agricultores tornarem-se verdadeiros sargaceiros. Já sabiam distinguir as várias qualidades de sargaço, estende-lo por qualidades, separando-os por tipos: a Taborra e o Maio com fins fertilizantes para estrumar as masseiras, a Botelha para realizar tintura de iodo e a Guia para fins medicinais e beleza(ex. sabonetes).
Para além da atividade agro-marítima, sempre houve uma atividade piscatória forte e com a existência de cordões rochosos, com a vinda da legião romana houve um desenvolvimento da pesca de cefalópodes (principalmente o polvo) que ensinaram os locais a usar os alcatruzes (tipo de ânforas de barro que são presas com uma corda a um elemento de cortiça que suporta uma bandeira sinalética).

## Identidade
Tendo-se enriquecido culturalmente ao longo dos vários anos e gerações de agricultores, que tiveram filhos que passaram para sargaceiros, que tiveram netos que passaram para pescadores, que tiveram bisnetos que hoje contemplam e têm orgulho da sua história. Existe neste lugar um "Locus" onde a cultura, a história, as memórias e as famílias se entrelaçam na identidade de um povo.